# Blue Shift
『ブルーシフト』（Blue Shift）とは、コンピューターゲーム『ハーフライフ』の拡張パック第2弾である。
ブラックメサ勤務の警備員バーニィ・カルフーンが主人公で、ブラックメサの爆発事故から生還し、『ハーフライフ2』に登場する前の出来事が描かれている。
本編や拡張パック第1弾『Opposing Force』に比べるとシナリオがとにかく短い事で評判。『ハーフライフ2 エピソード1』並の短さである。

## ストーリー
本来セクターCでの勤務であったバーニィは、突如セクターGでの応援要請によって出向く事になる。そこで謎の爆発事故が発生。なにも分からないまま崩壊が始まったブラックメサから脱出しようとする。

## 登場武器
- ハンドガン

おなじみの武器。セカンダリーで高速連射が可能なのも変わりない。
- バール

『Opposing Force』では出てこなかったが、今回は登場。
- H&K MP5

グレネードランチャー付きのサブマシンガン。HDパックでM4A1に変わる。
- SPAS12

近接で効果を発揮するショットガン。セカンダリーで2発同時発射。
- サッチェルチャージ

リモコン起爆式爆弾。セカンダリーで複数設置可能。
- 手榴弾

例により転がりが悪いため自爆に注意。
- マグナム

1マガジン6発しか入らないが、威力と正確さを兼ね備えたハンドガン。